# Municipio Guanta
El Municipio Guanta forma parte del Estado Anzoátegui, Venezuela. Está ubicado en el extremo noreste de Anzoátegui, limita al norte con el Mar Caribe, al sur y al oeste con el Municipio Sotillo y al este limita con el Estado Sucre. El municipio se extiende 67 km² y tiene una población de 54 015 habitantes (INE 2023). Su capital es la ciudad homónima de Guanta.

## Historia
A partir de 1988, un grupo de ciudadanos organizó el Comité Pro-autonomía de Guanta, con el propósito de obtener la potestad de elegir sus autoridades, gestionar sus recursos de manera independiente y administrar sus propios ingresos.
En 1990, se constituyó formalmente el Comité Promotor de Guanta como municipio autónomo, en la Casa de la Cultura, y el 9 de julio de ese mismo año, sus miembros fueron juramentados por la presidenta de la Junta Comunal.
El movimiento tomó mayor fuerza el 17 de octubre de 1990, cuando se presentó la solicitud ante la Asamblea Legislativa del estado Anzoátegui. En sesión ordinaria, el diputado Víctor Gil expuso los motivos que llevaron a la población de Guanta a solicitar la elevación de su parroquia a la categoría de municipio.
La propuesta fue aprobada por unanimidad, y el 21 de junio de 1991, el entonces gobernador Ovidio González promulgó la ley que oficializó la creación del Municipio Guanta, separándolo del Municipio Sotillo. Sin embargo, no fue sino hasta el año siguiente que pudo contar con su primer alcalde.
Hoy en día, Guanta es un municipio autónomo, cumpliendo con todos los requisitos establecidos en la Ley Orgánica de Régimen Municipal.

## Economía
La economía del Municipio Guanta está relacionada con las ciudades de Puerto La Cruz, Barcelona y Lechería, muchos de sus habitantes trabajan en alguna de estas ciudades y residen en la ciudad de Guanta. Posee el puerto más importante del oriente del país, el Puerto de Guanta o Puertos de Anzoátegui, además del Puerto de Pertigalete que sirve a la industria cementera que ocupa buena parte del municipio. También existe una refinería de petróleo en la frontera con Sotillo. El turismo es una de las cinco principales fuentes de ingresos del municipio, destacan las playas de Conoma, Conomita, Isla de plata, Ña Cleta, Punta La Cruz y Varadero, en 2007 recibió más de 10 000 turistas diarios en temporada. Otros pequeños poblados en la zona sur del municipio subsisten de la agricultura.

## Geografía

### Clima
| Parámetros climáticos promedio de Municipio Guanta, según mediciones de sensores remotos (2000–2011) | Parámetros climáticos promedio de Municipio Guanta, según mediciones de sensores remotos (2000–2011) | Parámetros climáticos promedio de Municipio Guanta, según mediciones de sensores remotos (2000–2011) | Parámetros climáticos promedio de Municipio Guanta, según mediciones de sensores remotos (2000–2011) | Parámetros climáticos promedio de Municipio Guanta, según mediciones de sensores remotos (2000–2011) | Parámetros climáticos promedio de Municipio Guanta, según mediciones de sensores remotos (2000–2011) | Parámetros climáticos promedio de Municipio Guanta, según mediciones de sensores remotos (2000–2011) | Parámetros climáticos promedio de Municipio Guanta, según mediciones de sensores remotos (2000–2011) | Parámetros climáticos promedio de Municipio Guanta, según mediciones de sensores remotos (2000–2011) | Parámetros climáticos promedio de Municipio Guanta, según mediciones de sensores remotos (2000–2011) | Parámetros climáticos promedio de Municipio Guanta, según mediciones de sensores remotos (2000–2011) | Parámetros climáticos promedio de Municipio Guanta, según mediciones de sensores remotos (2000–2011) | Parámetros climáticos promedio de Municipio Guanta, según mediciones de sensores remotos (2000–2011) | Parámetros climáticos promedio de Municipio Guanta, según mediciones de sensores remotos (2000–2011) |
| Mes                                                                                                  | Ene.                                                                                                 | Feb.                                                                                                 | Mar.                                                                                                 | Abr.                                                                                                 | May.                                                                                                 | Jun.                                                                                                 | Jul.                                                                                                 | Ago.                                                                                                 | Sep.                                                                                                 | Oct.                                                                                                 | Nov.                                                                                                 | Dic.                                                                                                 | Anual                                                                                                |
| --- | --- | --- | --- | --- | --- | --- | --- | --- | --- | --- | --- | --- | --- |
| Temp. máx. abs. (°C)                                                                                 | 33.3                                                                                                 | 35.5                                                                                                 | 36.6                                                                                                 | 39.4                                                                                                 | 39.9                                                                                                 | 36.0                                                                                                 | 34.8                                                                                                 | 32.4                                                                                                 | 34.3                                                                                                 | 35.5                                                                                                 | 33.9                                                                                                 | 33.3                                                                                                 | 39.9                                                                                                 |
| Temp. máx. media (°C)                                                                                | 25.6                                                                                                 | 26.9                                                                                                 | 28.1                                                                                                 | 28.5                                                                                                 | 27.8                                                                                                 | 25.8                                                                                                 | 25.1                                                                                                 | 25.8                                                                                                 | 26.0                                                                                                 | 25.8                                                                                                 | 25.0                                                                                                 | 24.9                                                                                                 | 26.3                                                                                                 |
| Temp. media (°C)                                                                                     | 23.2                                                                                                 | 23.8                                                                                                 | 23.7                                                                                                 | 24.2                                                                                                 | 23.9                                                                                                 | 22.9                                                                                                 | 23.0                                                                                                 | 24.1                                                                                                 | 24.2                                                                                                 | 24.1                                                                                                 | 23.5                                                                                                 | 23.0                                                                                                 | 23.6                                                                                                 |
| Temp. mín. media (°C)                                                                                | 20.5                                                                                                 | 20.7                                                                                                 | 21.3                                                                                                 | 21.7                                                                                                 | 21.6                                                                                                 | 20.9                                                                                                 | 20.8                                                                                                 | 21.3                                                                                                 | 21.6                                                                                                 | 21.5                                                                                                 | 21.2                                                                                                 | 20.5                                                                                                 | 21.1                                                                                                 |
| Temp. mín. abs. (°C)                                                                                 | 15.7                                                                                                 | 15.7                                                                                                 | 16.6                                                                                                 | 17.8                                                                                                 | 17.2                                                                                                 | 16.6                                                                                                 | 15.5                                                                                                 | 16.5                                                                                                 | 18.4                                                                                                 | 18.3                                                                                                 | 15.7                                                                                                 | 16.4                                                                                                 | 15.5                                                                                                 |
| Fuente: MOD11A2 MODIS/Terra Land Surface Temperature/Emissivity                                      | | | | | | | | | | | | | |

## Política y gobierno

### Alcaldes
| Período                            | Alcalde         | Partido político / Alianza | % de votos | Notas |
| ---------------------------------- | --------------- | -------------------------- | ---------- | --- |
| 1992 - 1995                        | Celestino Yánez | AD                         | 29,94      | Primer alcalde bajo elecciones directas                                                                                |
| 1995 - 2000                        | Celestino Yanez | AD                         | -          | Reelecto (se realizaron elecciones generales adelantadas en el 2000 debido a la aprobación de la Constitución de 1999) |
| 2000 - 2004                        | Luis Cardozo    | PROGUAN                    | 30,02      | Segundo alcalde bajo elecciones directas                                                                               |
| 2004 - 2008                        | Luis Cardozo    | PROGUAN                    | 39,41      | Reelecto |
| 2008 - 2013                        | Jonathan Marín  | PSUV                       | 58,44      | Tercer alcalde bajo elecciones directas (se postergan 1 año las elecciones municipales pautadas para finales del 2012) |
| 2013 - 2017                        | Jonathan Marín  | PSUV                       | 62,28      | Reelecto |
| 2017 - 2021                        | Marcelo Galvis  | PSUV                       | 64,04      | Cuarto alcalde bajo elecciones directas                                                                                |
| 2021 - 2025                        | Nataly Bello    | PSUV                       | 30,94      | Quinto alcalde bajo elecciones directas                                                                                |
| 2025 - 2029                        | Yinder Saldivia | PSUV                       | 53,42      | Sexto alcalde bajo elecciones directas                                                                                 |
| Fuente: Consejo Nacional Electoral |                 |                            |            | |

### Concejo municipal
Período 2021 - 2025
| Concejales:       | Partido político / Alianza |
| ----------------- | -------------------------- |
| Valerio Jowoal    | PSUV                       |
| Deglys Rondón     | PSUV                       |
| Maria García      | PSUV                       |
| Luraime Cumaná    | PSUV                       |
| Clide Urbaez      | PSUV                       |
| David Rondon      | MUD                        |
| Pedro Luis Acosta | PCV                        |

## Parroquias
1. Guanta[3]
2. Chorrerón[3]